# Шютте, Карл
Барон Карл Густав Шютте (швед. Carl Gustaf Skytte; 1647 — 1717, Мальмё, Швеция) — шведский генерал от инфантерии (1716), участник Северной войны. Комендант Дерпта (1697—1704), оборонял его от русской армии в 1704 году. 

## Биография
Служил в шведской и французской армиях, участвовал в Сконской войне, с 1677 года — полковник и комендант Кристианстада и Ландскруны в Сконе.
С 1697 года — комендант Дерпта в Лифляндии, после начала Северной войны в кампании 1704 года оборонял крепость от русских. По соглашению о капитуляции крепости шведский гарнизон был отпущен с семьями, запасом провизии и пожитками, однако без знамён, артиллерии и оружия. При выходе шведов из крепости русский царь Пётр I вернул им офицерские шпаги и часть ружей.
12 июня 1706 года произведён в генерал-майоры, 29 марта 1709 года назначен рижским вице-губернатором. Вскоре назначен вице-губернатором Сконе (сначала в 1709 году, затем исправлял эту должность в 1711—1716 годах).
30 августа 1710 года получил чин генерал-лейтенанта пехоты, в 1715 году возведён в достоинство барона. С 1716 года — губернатор Сконе, 29 декабря 1716 года получил чин генерала от инфантерии.